# Andrew Brown
Andrew Brown, född 1955 i London i Storbritannien, är en brittisk journalist och författare. 
Andrew Brown bodde från 1977 under åtta år i västra Sverige, där han bland annat arbetade inom skogsindustrin. Under denna tid började han medarbeta i The Spectator. Han var en av de tidiga medarbetarna i dagstidningen The Independent, som grundades 1986 och för vilken han skrev som korrespondent i religiösa frågor, parlamentskommentator och allmän journalist. Han har också skrivit om teknologi för tidskriften Prospect och New Statesman samt för The Guardian.